# Talais
Talais ist eine französische Gemeinde mit 756 Einwohnern (Stand 1. Januar 2022) im Département Gironde in der Region Nouvelle-Aquitaine.

## Geographie
Talais liegt im Norden der Halbinsel Médoc zwischen dem Atlantischen Ozean und dem Mündungsarm Gironde der Flüsse Garonne und Dordogne. Die Entfernung zum südöstlich gelegenen Bordeaux beträgt knapp 90 Kilometer. Die Strände am Atlantik sind etwa fünf Kilometer entfernt, zum Ufer der Gironde sind es etwa drei Kilometer. Das Gemeindegebiet gehört zum Regionalen Naturpark Médoc.
Nachbargemeinden sind Soulac-sur-Mer im Nordwesten, Saint-Vivien-de-Médoc im Südosten und Grayan-et-l’Hôpital im Südwesten. Im Nordosten grenzt das Gemeindegebiet an die Gironde.

## Bevölkerung
| Einwohnerentwicklung | Einwohnerentwicklung | Einwohnerentwicklung | Einwohnerentwicklung | Einwohnerentwicklung | Einwohnerentwicklung | Einwohnerentwicklung | Einwohnerentwicklung | Einwohnerentwicklung |
| -------------------- | -------------------- | -------------------- | -------------------- | -------------------- | -------------------- | -------------------- | -------------------- | -------------------- |
| Jahr                 | 1962                 | 1968                 | 1975                 | 1982                 | 1990                 | 1999                 | 2009                 | 2017                 |
| Einwohner            | 541                  | 549                  | 566                  | 542                  | 599                  | 547                  | 649                  | 741                  |

## Wirtschaft und Verkehr
Talais ist eine Landgemeinde, in der Viehzucht und Ackerbau die vorherrschenden Wirtschaftszweige sind. Daneben werden Fischfang und Austernzucht betrieben, und auch der ländliche Tourismus ist von einiger Bedeutung.
Westlich der Ortschaft verlaufen die Departementsstraße D 1215 und die Bahnstrecke Bordeaux-St-Louis–Pointe de Grave. Der Bahnhof Talais-Grayan wird von den Zügen des TER Nouvelle-Aquitaine jedoch nicht mehr bedient, die nächste Bahnstation mit Zughalt ist Soulac-sur-Mer. Wenige Kilometer nordwestlich von Talais liegt der Flugplatz Soulac.